# Сергей Ратников
Сергей Ратников (Sergei Ratnikov) е бивш естонски футболист-полузащитник, който в настоящето е старши треньор на естонския клуб „Транс“ (Нарва).

## Биография
Роден е на 21 ноември 1959 година в Пярну, Естония. По време на своята футболна кариера е играл за естонските „Флора“ (Талин) и „Никол“ (Талин), както и за финландските „Васа“ и „Яро“. Играе в 14 мача за естонския национален отбор, първият от които е на 3 юни 1992 година срещу Словения.
Едуард Ратников и Даниил Ратников, които са негови синове, играят в ръководения от него „Транс“.
|  | Тази страница частично или изцяло представлява превод на страницата Sergei Ratnikov в Уикипедия на английски. Оригиналният текст, както и този превод, са защитени от Лиценза „Криейтив Комънс – Признание – Споделяне на споделеното“, а за съдържание, създадено преди юни 2009 година – от Лиценза за свободна документация на ГНУ. Прегледайте историята на редакциите на оригиналната страница, както и на преводната страница, за да видите списъка на съавторите. ВАЖНО: Този шаблон се отнася единствено до авторските права върху съдържанието на статията. Добавянето му не отменя изискването да се посочват конкретни източници на твърденията, които да бъдат благонадеждни. |